# Marko Albert
Marko Albert (Tallin, URSS, 25 de junio de 1979) es un deportista estonio que compitió en triatlón. Ganó una medalla de bronce en el Campeonato Mundial de Triatlón de Larga Distancia de 2018.

## Palmarés internacional
| Campeonato Mundial | Campeonato Mundial | Campeonato Mundial | Campeonato Mundial |
| Año                | Lugar              | Medalla            | Prueba             |
| ------------------ | ------------------ | ------------------ | ------------------ |
| 2018               | Fionia (Dinamarca) | Medalla de bronce  | Individual         |